# منتخب بولندا تحت 17 سنة لكرة السلة للسيدات
منتخب بولندا تحت 17 سنة لكرة السلة للسيدات هو ممثل بولندا الرسمي في المنافسات الدولية في كرة السلة للسيدات
.